# Hemiteles amboniger
Hemiteles amboniger là một loài tò vò trong họ Ichneumonidae.